# ريوكو أونو
ريوكو أونو (宇野 涼子) (9 نوفمبر 1975 في ساغاميهارا في اليابان – )؛ هي لاعبة كرة قدم كانت تلعب كمدافع. ولعبت مع منتخب اليابان لكرة القدم للسيدات.

## وصلات خارجية
- ريوكو أونو على موقع الاتحاد الدولي (مؤرشف)  (الإنجليزية)
- ريوكو أونو على موقع Soccerway.com (الإنجليزية)
- ريوكو أونو على موقع عالم كرة القدم.نت (الإنجليزية)
- ريوكو أونو على موقع أوليمبيديا (الإنجليزية)